# Färöischer Fußballpokal der Frauen 2014
Der Färöische Fußballpokal der Frauen 2014 fand zwischen dem 16. März und 30. August 2014 statt und wurde zum 25. Mal ausgespielt. Im Endspiel, welches im Tórsvøllur-Stadion in Tórshavn auf Kunstrasen ausgetragen wurde, siegte Titelverteidiger KÍ Klaksvík mit 1:0 gegen HB Tórshavn und konnte den Pokal somit zum fünften Mal in Folge gewinnen.
KÍ Klaksvík und HB Tórshavn belegten in der Meisterschaft die Plätze eins und drei, dadurch erreichte KÍ Klaksvík das Double. Für KÍ Klaksvík war es der zwölfte Sieg bei der 18. Finalteilnahme, für HB Tórshavn die fünfte Niederlage bei der zehnten Finalteilnahme.

## Teilnehmer
Teilnahmeberechtigt waren folgende sechs A-Mannschaften der ersten Liga:
| 1. Deild                                                                    |
| --------------------------------------------------------------------------- |
| AB Argir B36 Tórshavn EB/Streymur/Skála HB Tórshavn ÍF/Víkingur KÍ Klaksvík |

## Modus
Zwei ausgeloste Mannschaften waren für das Halbfinale gesetzt. Die verbliebenen Teams spielten in einer Runde die restlichen beiden Teilnehmer aus. Alle Runden wurden im K.-o.-System ausgetragen.

## Qualifikationsrunde
Die Partien der Qualifikationsrunde fanden am 16. März statt.
|              | Ergebnis  |             |
| ------------ | --------- | ----------- |
| B36 Tórshavn | 1:5 (1:2) | KÍ Klaksvík |
| ÍF/Víkingur  | 1:0 (0:0) | AB Argir    |

## Halbfinale
Die Hinspiele im Halbfinale fanden am 3. Mai statt, die Rückspiele am 28. Mai.
|                   | Gesamt |             | Hinspiel  | Rückspiel |
| ----------------- | ------ | ----------- | --------- | --------- |
| EB/Streymur/Skála | 2:3    | KÍ Klaksvík | 0:1 (0:1) | 2:2 (1:1) |
| ÍF/Víkingur       | 02:11  | HB Tórshavn | 2:6 (0:2) | 0:5 (0:3) |

## Finale
| Paarung          | HB Tórshavn – KÍ Klaksvík |
| Ergebnis         | 0:1 (0:0) |
| Datum            | 30. August 2014 |
| Stadion          | Tórsvøllur, Tórshavn |
| Schiedsrichterin | Elsa Andreasen (Eiði) |
| Tore             | 0:1 Hervør Olsen (90.+2') |
| HB Tórshavn      | Nina Davidsen – Sára Samuelsen, Rannvá Mortensen, Liljan av Fløtum Petersen – Eilin S. Hansen, Hildur Egilsdóttir, Bjørt H. Magnussen, Lív F. Arge – Heidi Sevdal , Milja R. Simonsen, Elin Maria Isaksen Cheftrainerin: Allan Dybczak                                                                                         |
| KÍ Klaksvík      | Randi Wardum – Katrina Akursmørk, Bára S. Klakstein – Ása K. Thomsen, Maria K. Thomsen (71. Hervør Olsen), Laila Pætursdóttir (82. Erla Christiansen), Annika Ragna Petersen, Eyðvør Klakstein (90. Gudny Johannesen) – Rannvá B. Andreasen, Olga Kristina Hansen, Sigrid Jacobsen Cheftrainer: Aleksandar Đorđević ( Serbien) |
| Gelbe Karten     | Heidi Sevdal, Elin Maria Isaksen – Bára S. Klakstein, Ása K. Thomsen, Maria K. Thomsen |

## Torschützenliste
| Platz | Spieler             | Verein      | Tore |
| ----- | ------------------- | ----------- | ---- |
| 1     | Heidi Sevdal        | HB Tórshavn | 06   |
| 2     | Rannvá B. Andreasen | KÍ Klaksvík | 04   |
| 3     | Malena Josephsen    | KÍ Klaksvík | 02   |
| 3     | Milja R. Simonsen   | HB Tórshavn | 02   |